# Stanisław Kauzik

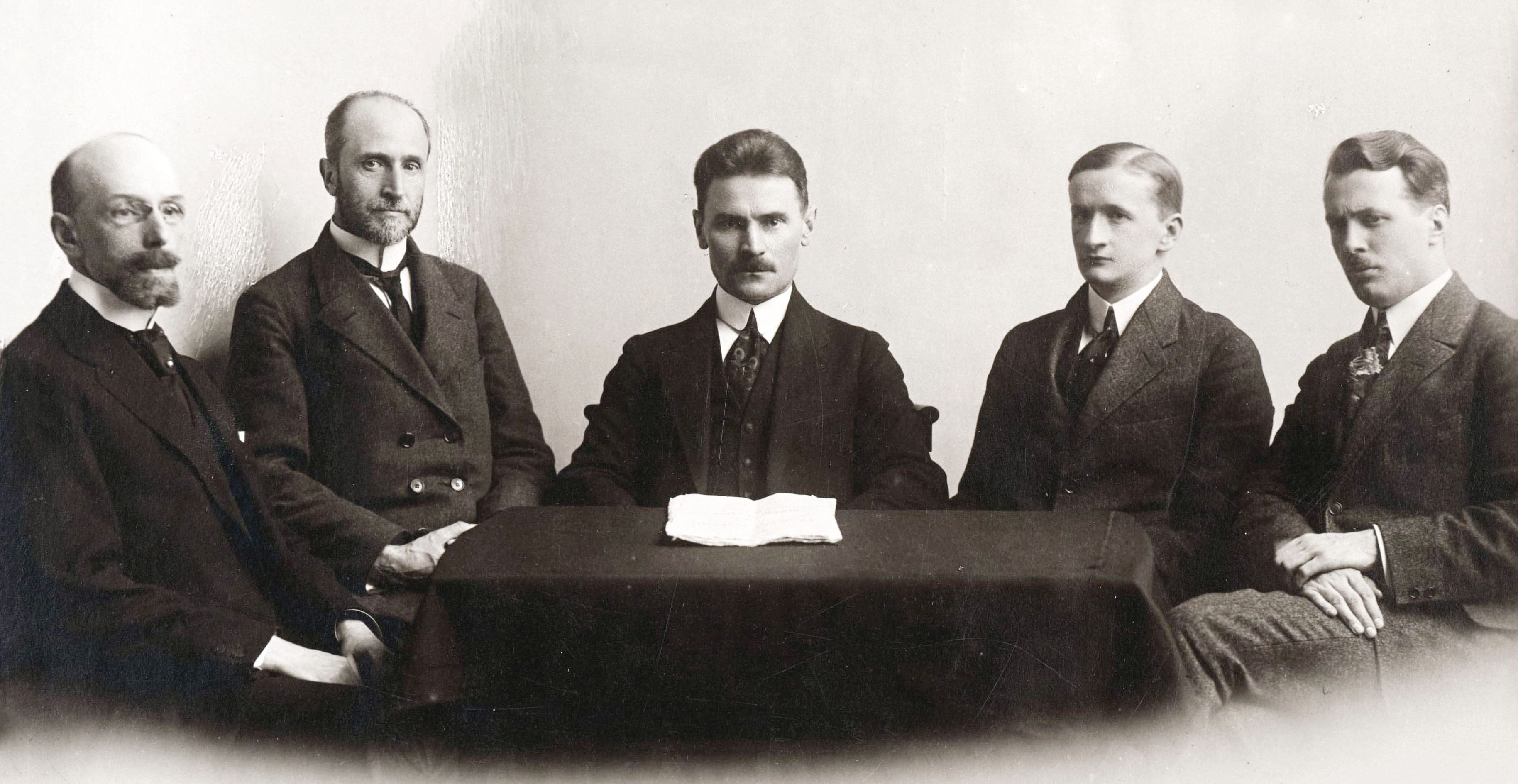
Delegaci Polski na rokowania pokojowe w Rydze 1921. Od lewej: Edward Lechowicz, Leon Wasilewski, Jan Dąbski, Henryk Strasburger, Stanisław Kauzik

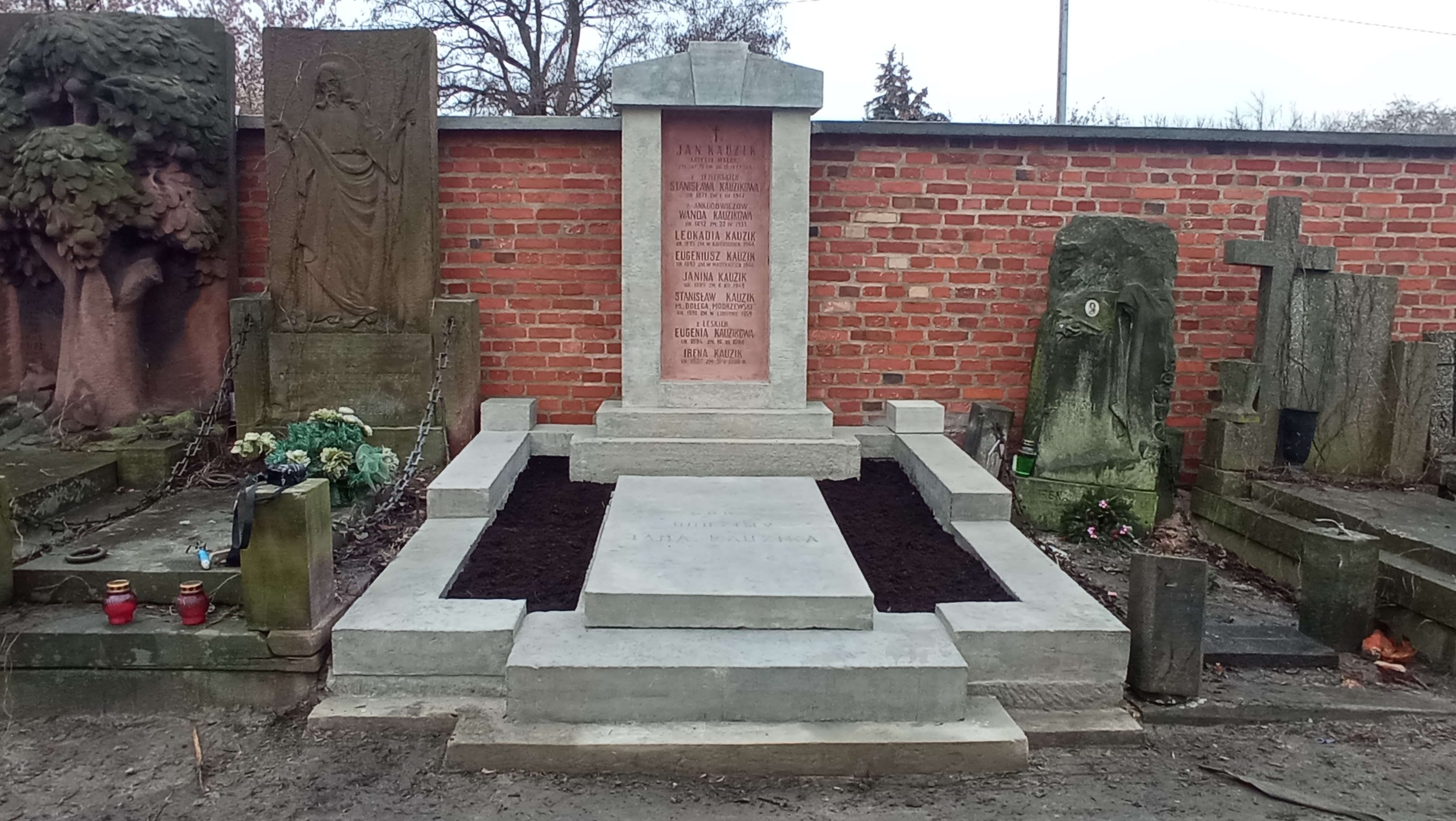
Grób Stanisława Kauzika na cmentarzu Powązkowskim w Warszawie (2023)

Stanisław Kauzik, ps. „Dołęga-Modrzewski” (ur. 9 stycznia 1891 w Warszawie, zm. 25 kwietnia 1959 w Londynie) – polski polityk, prawnik.

## Życiorys
Był studentem prawa i filozofii w Warszawie, Moskwie i Petersburgu, w którym założył Związek Niezawisłości Państwa Polskiego. Po 1918 był bliskim współpracownikiem Władysława Grabskiego. W 1921 był członkiem polskiej delegacji pokojowej w Rydze. W latach 1920–1925 był sekretarzem generalnym Komitetu Ekonomicznego Ministrów RP i bliskim współpracownikiem Władysława Grabskiego. W tej funkcji brał udział w rokowaniach polsko-sowieckich po wojnie polsko-bolszewickiej, a 18 marca 1921 był jednym z przedstawicieli RP, którzy podpisali traktat ryski. Został szefem sekcji w Ministerstwie Skarbu.
Udzielał się jako publicysta, założył pismo „Materiały i Studia w Sprawach Odbudowy Państwa” oraz zajmował się ekonomią i finansami w „Kurierze Warszawskim”. Pełnił funkcję sekretarza generalnego Zarządu Federacji Wydawnictw. Pod koniec lat 30. był zastępcą członka komisji rewizyjnej zarządu Towarzystwa Wyższej Szkoły Dziennikarskiej w Warszawie.
Po agresji III Rzeszy na Polskę 1 września 1939 był w czasie oblężenia Warszawy szefem Biura Prasowego Komisarza Cywilnego przy Dowództwie Obrony Warszawy, prezydenta miasta Stefana Starzyńskiego. Członek Komitetu Obywatelskiego przy dowódcy Armii „Warszawa”. Przedstawiciel Stronnictwa Pracy w Delegaturze Rządu na Kraj (w latach 1940–1945 był tam dyrektorem Departamentu Prasy i Informacji). Od 1945 przebywał na emigracji, gdzie używał nazwiska „Dołęga-Modrzewski” (pseudonim ten przyjął wcześniej, przy organizacji Związku Walki Zbrojnej). W 1949 objął funkcję wiceprezesa Rady Narodowej. 4 czerwca 1951 został wybrany na członka Głównej Komisji Skarbu Narodowego. Pozostawał działaczem SP, następnie działał w popierającym prezydenta Augusta Zaleskiego Stronnictwie Chrześcijańsko-Demokratycznym. Od września 1955 był ministrem bez teki w pierwszym rządzie Antoniego Pająka. W kolejnym gabinecie Antoniego Pająka (od kwietnia 1957) pozostał ministrem bez teki oraz był kierownikiem resortu wyznań religijnych, oświaty i kultury.
Był wśród założycieli Studium Polski Podziemnej, a także jednym z redaktorów pozycji Polskie Siły Zbrojne w II wojnie światowej, III tomu wydanej w Londynie w 1950 publikacji Polskie Państwo Podziemne, jak również autorem noszącej ten tytuł broszury.

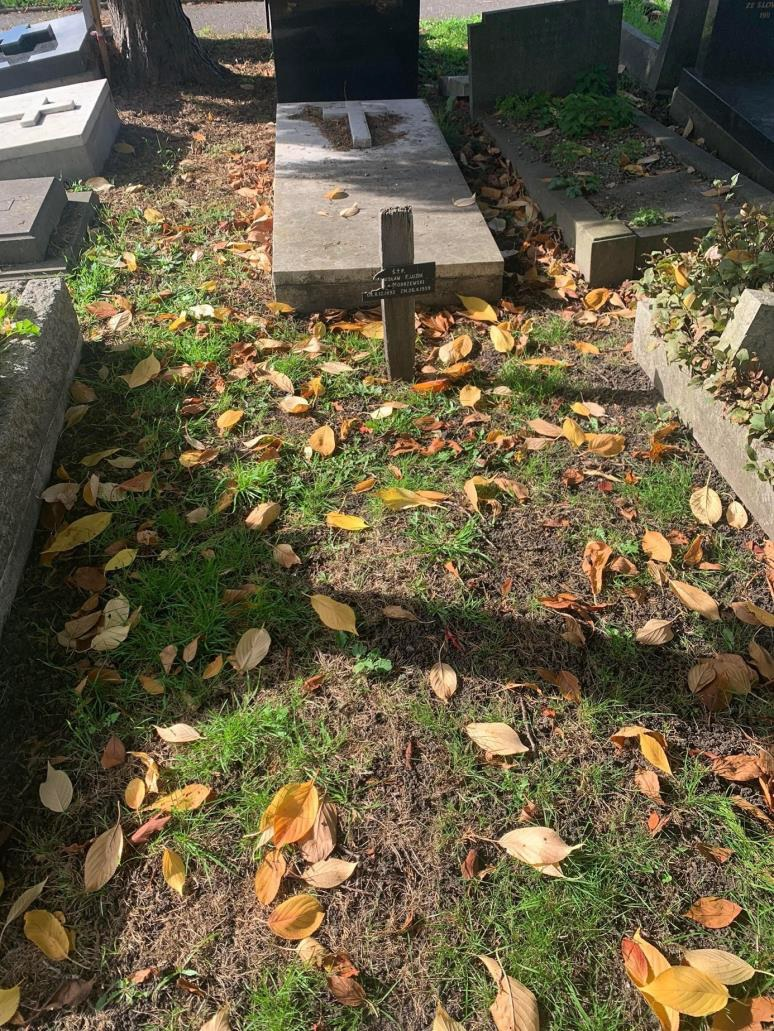
Grób Stanisława Kauzika na Gunnersbury w Londynie

Zmarł 25 kwietnia 1959 roku. Został pochowany na Gunnersbury Cemetery w Londynie (Sq. FA, gr. 38). Na cmentarzu Powązkowskim w Warszawie znajduje się symboliczny grób Kauzika (kwatera PPRK-1-250,251). 
W 2022 r. Fundacja ,,Stare Powązki", w ramach projektu odrestaurowywania grobów ministrów II RP, odnowiła grób ministra Kauzika.

## Ordery i odznaczenia
- Wielka Wstęga Orderu Odrodzenia Polski (pośmiertnie, 27 kwietnia 1959)[9]
- Krzyż Komandorski Orderu Odrodzenia Polski (27 grudnia 1924)[10][11]
- Krzyż Oficerski Orderu Odrodzenia Polski (2 maja 1922)[12]

## Życie prywatne
Był synem Jana Kazimierza Kauzika – artysty malarza, pedagoga i muzeologa (1860–1930) oraz Stanisławy Leontyny z Jezierskich (1871–1947), miał troje rodzeństwa. Dwukrotnie żonaty. Jego pierwszą żoną (ślub ok. 1927) była pracownica banku PKO, Wanda Ankudowicz (1892–1933), drugą (ślub ok. 1937) – była aktorka Loda Niemirzanka (1909–1984).